# Meidling
Meidling ([ˈmaɪ̯tlɪŋ]ⓘ) – dwunasta dzielnica Wiednia. Nazwą Meidling nazwano także stację kolejową znajdującą się właśnie w tej dzielnicy. Dzielnice z jakimi graniczy Meidling to: Margareten (V), Mariahilf (VI), Favoriten (X), Hietzing (XIII) oraz Liesing (XXIII). Przez Meidling przebiegają dwie linię metra: U4 (Stacje: Meidling Hauptstraße, Längenfeldgasse) i U6 (Stacje: Am Schöpfwerk, Tscherttegasse, Philadelphiabrücke, Niederhofstraße, Längenfeldgasse).
Stacja metra Philadelphiabrücke oraz stacja kolejowa Wien Meidling tworzą węzeł przesiadkowy z którego odjeżdża wiele autobusów miejskich i kolej miejska S-Bahn.

## Współpraca
- Gifu, Japonia